# Cârlibaba Nouă
Cârlibaba Nouă (niem. Ludwigsdorf) – wieś w Rumunii, w okręgu Suczawa, w gminie Cârlibaba. W 2011 roku liczyła 357 mieszkańców.